# Curie (unité)
Pour les articles homonymes, voir Ci.

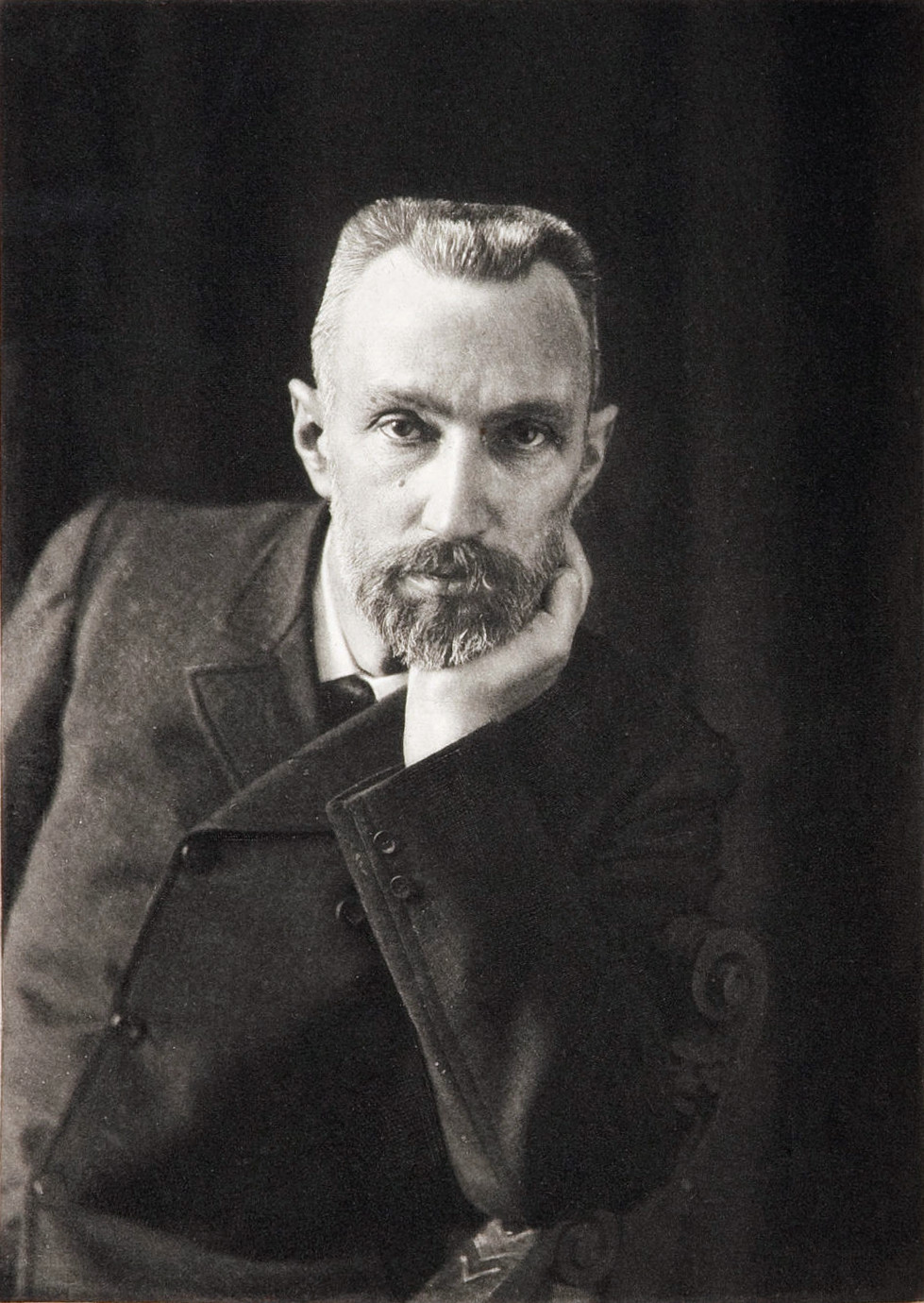
Pierre Curie by Dujardin c1906.
Pierre Curie

Le curie (symbole Ci) est l'ancienne unité de radioactivité. Il correspond à 3,7 × 1010 désintégrations par seconde, ce qui est approximativement l'activité de 1 g de l'isotope du radium 226Ra (ou 15 g de l'isotope du plutonium 239Pu). Il a été nommé ainsi en 1910 en l'honneur de Pierre Curie, mort en 1906 (et non en l'honneur de son épouse Marie, car il est rare d'ainsi mettre en valeur un scientifique vivant). Il n'a jamais fait partie du SI. Lors de la 12e CIPM en 1964, il a été remplacé par l'unité SI correspondante, le becquerel (Bq).
On a :
- 1 Ci = 3,7 × 1010 Bq = 37 gigabecquerels, ou 1 Bq = 27,03 picocuries
- 1 Ci = 2,22 × 1012 dpm (désintégrations par minute)

Le curie est une unité très grande, bien adaptée aux très fortes radioactivités (ce qui est le cas du radium). 
À titre de comparaison, une tonne d'uranium 238 (assez faiblement radioactif) n'a qu'une activité totale de 0,3 curie. 
Les limites des « zones contaminées » par la catastrophe nucléaire de Tchernobyl ont été conventionnellement fixées à une activité en césium 137 de 37 kBq/m2 (ou 1 µCi/m2), ce qui correspond à un curie par kilomètre carré.
Autre exemple : la sonde Cassini, lancée vers Saturne par la NASA en 1997, emportait un générateur électrique au plutonium de type MMRTG de 404 000 curies , et les 58 700 curies délivrés par les 4,8 kg de plutonium du MMRTG de Curiosity, lancé le 25/11/2011 vers Mars, servent à fournir à ses batteries la puissance de 110 W.